# Copidosoma parkeri
Copidosoma parkeri är en stekelart som först beskrevs av Girault 1932.  Copidosoma parkeri ingår i släktet Copidosoma och familjen sköldlussteklar. Inga underarter finns listade i Catalogue of Life.